# Sarascelis rebiereae
Sarascelis rebiereae är en spindelart som beskrevs av Jean-François Jézéquel 1964. Sarascelis rebiereae ingår i släktet Sarascelis och familjen Palpimanidae.
Artens utbredningsområde är Elfenbenskusten. Inga underarter finns listade i Catalogue of Life.